# فرانچسکو باریلی
فرانچسکو باریلی (ایتالیایی: Francesco Barilli؛ زادهٔ ۴ فوریهٔ ۱۹۴۳ ‏(۸۲ سال)) کارگردان فیلم، هنرپیشه و فیلم‌نامه‌نویس اهل ایتالیا است.
از فیلم‌هایی که وی در آن نقش داشته است، می‌توان به پیش از انقلاب اشاره کرد.